# أنيس شروش
أنيس شرّوش مبشر مسيحي من أصل عربي ولد في الناصرة في فلسطين ثم هاجر إلى الأردن وواصل دراسته بجامعة ميسيسيبي (Mississippi college)، حصل على الدكتوراه مرتين من معهد أمريكا للكهنوت ثم معهد لوثر رايس الدولي للكهنوت وكان يعمل في فلسطين، ومن ذلك عمله في كنيسة القدس المعمدانية. كما عمل في الضفة الغربية من سنة 1959 إلى 1966م وعمل منصراً في أفريقيا في كينيا وكيبتاون وديربان ويوهانسبورغ، في التسعينات وفي سنة 1995 عمل في نيوزيلندا، ثم انتقل إلى إنجلترا، ثم إلى البرتغال.
اعتقلته الشرطة في مدينة دافني بولاية ألاباما الأمريكية بتهمة محاولة إحراق برج سكني في المدينة، وكان القس أنيس شروش قد اشعل النار في صندوق القمامة بالعمارة وتعتقد الشرطة أن القس أنيس شروش أراد حرق جميع المنازل بالعمارة، وخطط لذلك بأن قام لمحاولة تخريب الأجهزة الوقائية ولم تكشف الشرطة بعد عن الدوافع غير ان الشرطة وجدت في القمامة مستندات للضرائب تخص منظمته التبشيرية، الجدير بالذكر ان القس أنيس شروش قد ناظر الشيخ أحمد ديدات وركز جهوده في الفترة الأخيرة على الهجوم الشرس على شخص النبي محمد، وقد أصدر عدداً من الكتب يتهم فيها نبي الإسلام بالإرهاب واختطاف زوجاته، إضافة إلي ذلك يقوم القس أنيس شروش بحملة إرهاب الشعب الأميركي من الإسلام، وقد حاول بعض المسلمين المتشددين اغتياله ثلاث مرات.

## مناظرات
ناظر الشيخ أحمد ديدات مرتين، المرة الأولى سنة 1980 في لندن والموضوع: هل عيسى إله؟، حضر المناظرة 5000 شخص. المرة الثانية في برمنغهام والموضوع: القرآن والإنجيل أيهما كلام الله، وحضرها 12000 شخص. كما ناظر شبير علي أربع منظرات عام 2005 في سكوتلندا، وله في موقع أمازون.كوم أنه مؤلف «الفرقان الحق» وهو ما اعتبر محاولة لتأليف ترجمة محرفة للقرآن.